# Campi recintati

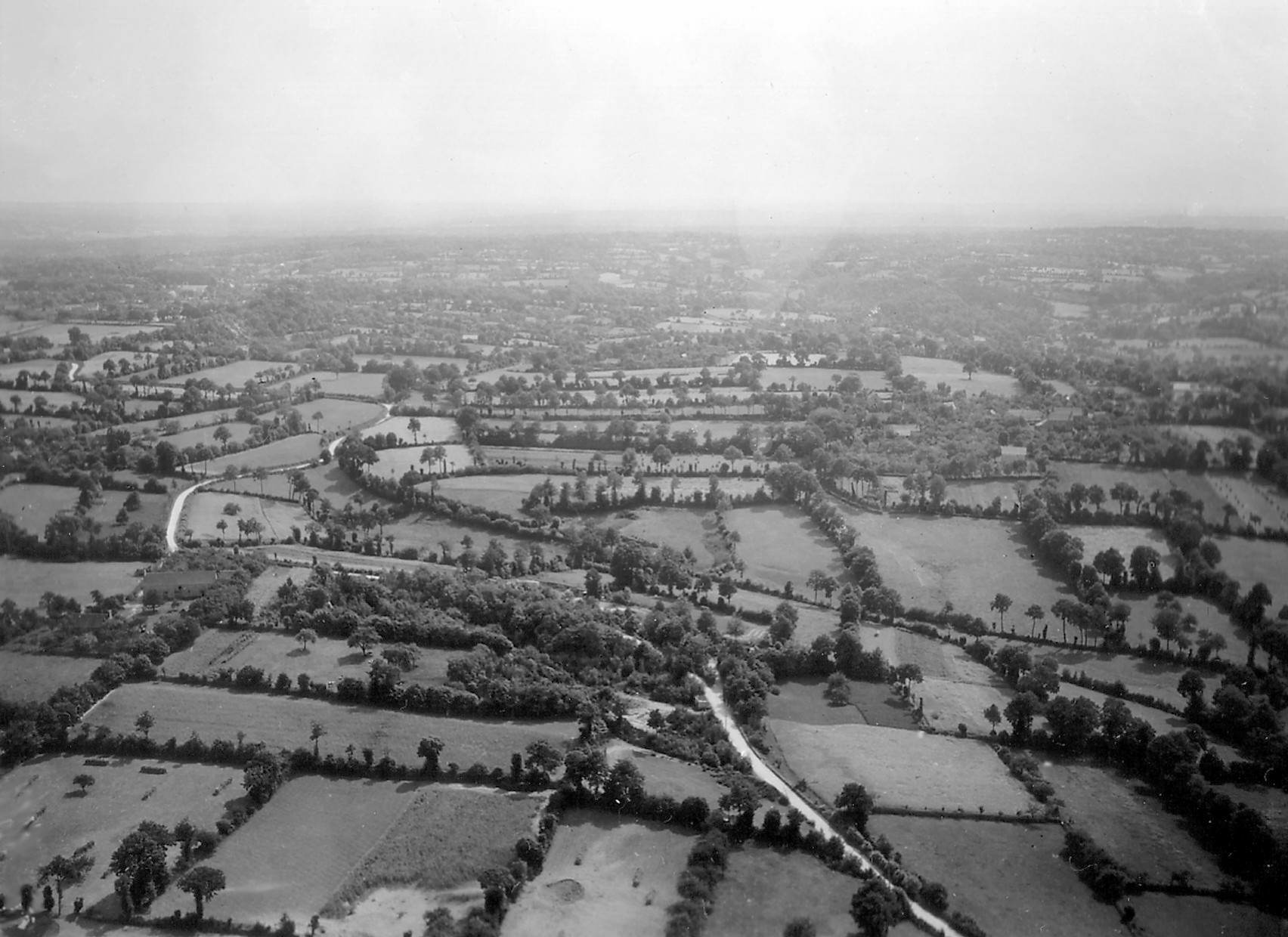
Il paesaggio agrario del bocage, con i campi recintati tradizionali della Francia atlantica

I campi recintati, in contrapposizione a campi aperti sono un modo di organizzare il suolo agricolo, con recinzioni di siepi o muretti, per lo più coincidenti con i confini delle diverse proprietà.

## Il passaggio dai campi aperti ai campi recintati
Il passaggio dai campi aperti ai campi recintati è un fenomeno che si è diffuso in epoche diverse pressoché in tutti i paesi dell'Europa Occidentale. Si è passati da una pratica agricola in cui i vicini prendevano congiuntamente le stesse decisioni in tema di aratura, semina, raccolto, a decisioni individuali dei singoli proprietari.

## L'agricoltura intensiva

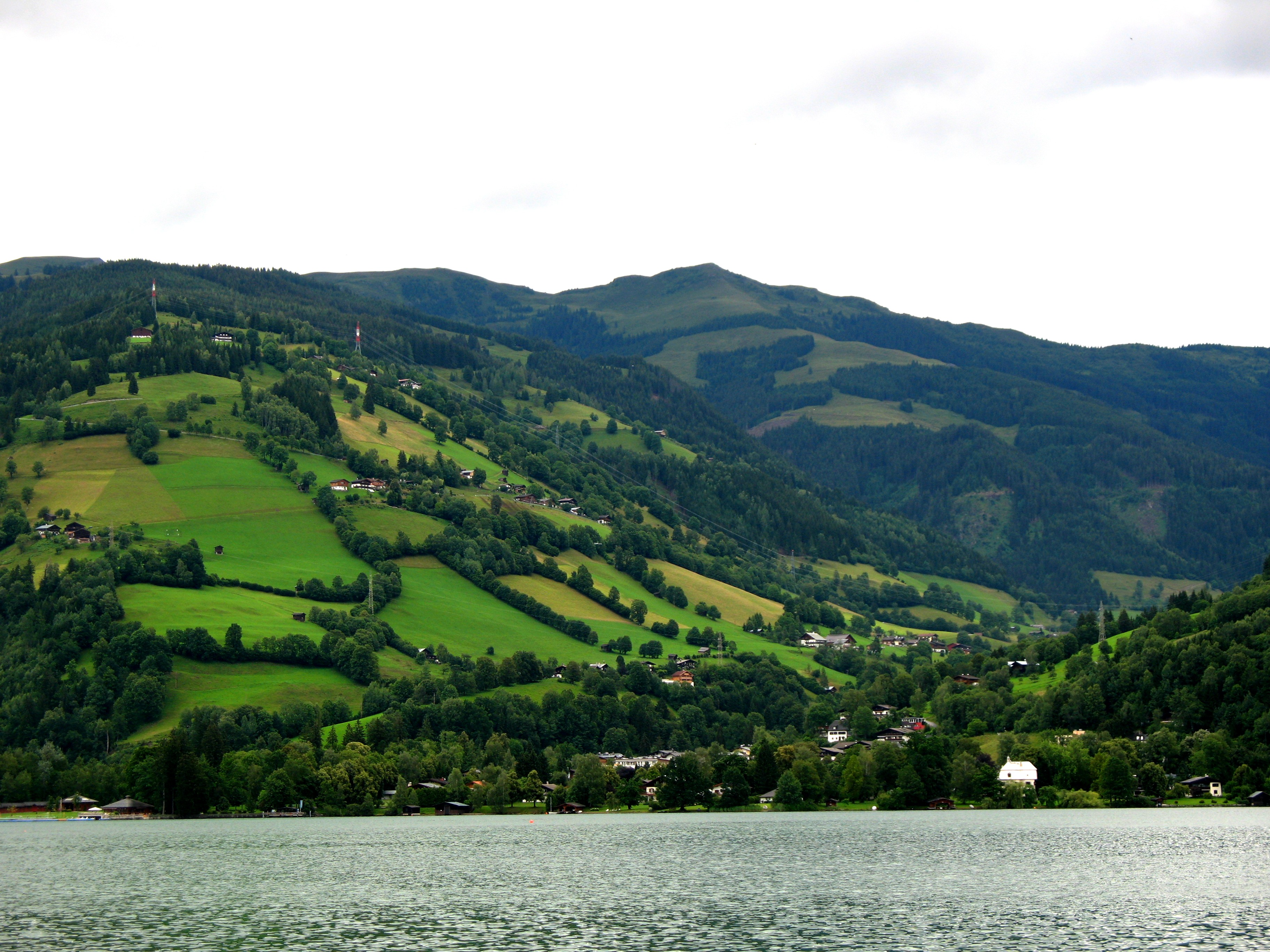
Un esempio di campi recintati

Alla precedente fase di frammentazione delle proprietà e l'ampio ricorso a siepi, si è poi avuta una fase in cui i fenomeni sono stati opposti.
La diffusione dell'agricoltura intensiva, basato sull'impiego di macchine sempre più potenti e veloci e su grandi quantità di sostanze chimiche, ha aumentato notevolmente la produttività delle campagne, ma per utilizzarle, si è dovuto intervenire drasticamente sul precedente sistema dei campi recintati. Il paesaggio delle pianure è stato così radicalmente modificato, nel senso di una drastica semplificazione. Le dimensioni degli appezzamenti sono enormemente aumentate, e ogni discontinuità è stata rimossa; perfino i fossi e i canali di irrigazione e di scolo sono stati sostituiti da canalizzazioni interrate. Con il passare del tempo, questo modello di agricoltura sta mostrando alcuni limiti. Non si tratta solo dell'impoverimento biologico della campagna, con riduzione o scomparsa di gran parte della biodiversità animale e vegetale, e del degrado del paesaggio, per quanto la sua godibilità dal punto di vista estetico. Si tratta dell'emergere di seri problemi di ecologia funzionale, che si ripercuotono direttamente sulla salute delle popolazioni residenti e sulla stessa produttività agricola. Eccone un elenco parziale.
1. L'eliminazione delle barriere verticali, costituite dalle siepi e dalle fasce boscate, comporta un aumento della velocità del vento sulla superficie coltivata, accentuandone l'attività erosiva e la sua capacità di asportare l'umidità. Le coltivazioni risentono sia della perdita di particelle fini del suolo, sia della carenza idrica che richiede un maggiore ricorso all'irrigazione artificiale; in alcune zone, la disponibilità d'acqua è limitata.
2. La lavorazione profonda del suolo sta riducendo marcatamente la quantità di humus del terreno, con grave interferenza dei meccanismi che ne assicurano la struttura e la fertilità.
3. L'eliminazione dei corsi d'acqua superficiali (di ogni dimensione, comprese le canalette e i fossi) elimina la possibilità di autodepurazione che tali corsi d'acqua hanno naturalmente, soprattutto se vegetati sulle sponde. Una maggior quantità di agenti inquinanti (concimi e fitofarmaci) raggiunge le falde o i corsi d'acqua maggiori.
4. La riduzione della biodiversità comporta la scomparsa o il marcato diradamento dei predatori naturali di vari parassiti. La lotta ai parassiti richiede maggiori quantità di fitofarmaci, con conseguente maggiore spesa e maggiore inquinamento ambientale.
5. La riduzione della biodiversità riduce il numero e la varietà degli insetti impollinatori, diminuendo la produttività delle coltivazioni che richiedono la presenza e l'attività di questi insetti.

Nuove, moderne forme di agricoltura (agricoltura biologica; lotta integrata) richiedono necessariamente che la biodiversità delle campagne sia conservata o ricostituita; le siepi e i corsi d'acqua naturali sono due elementi essenziali in questo contesto, e la loro ricostituzione è incentivata da direttive della Comunità Europea.

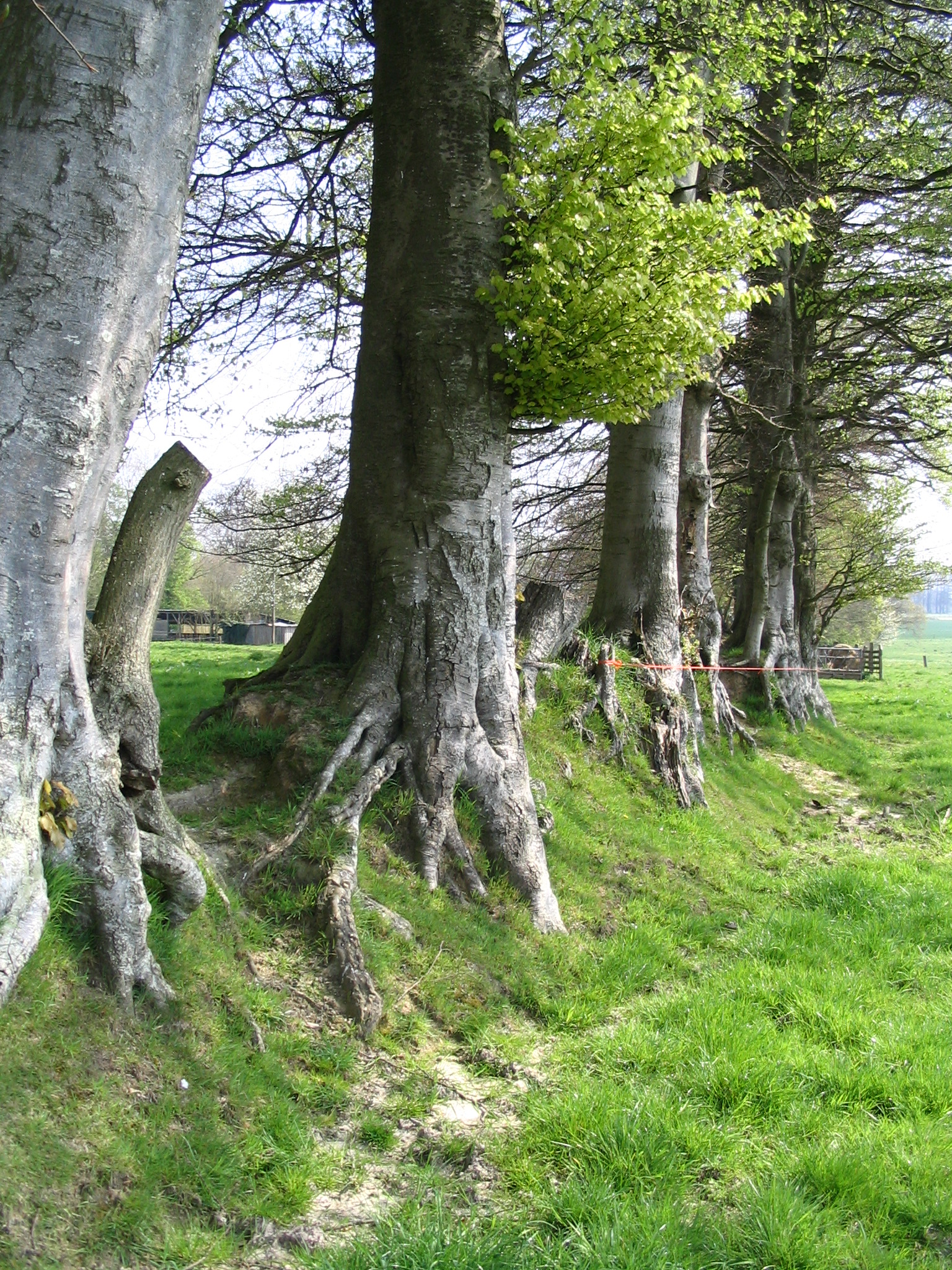
Normandia: recinzione con filari d'alberi

In alcuni paesi europei, sono già in atto da molti anni iniziative di riordino fondiario che, esattamente all'opposto di quello attuato usualmente in Italia, si propone l'obiettivo di ripristinare il paesaggio tradizionale, e di riattivarne i meccanismi ecologici naturali anche mediante la realizzazione di siepi.
In Italia, un progetto siepe per la ricostituzione delle siepi agresti è stato predisposto ed attuato dalla regione Veneto, per iniziativa della sua Azienda Foreste.

## Il "bocage"

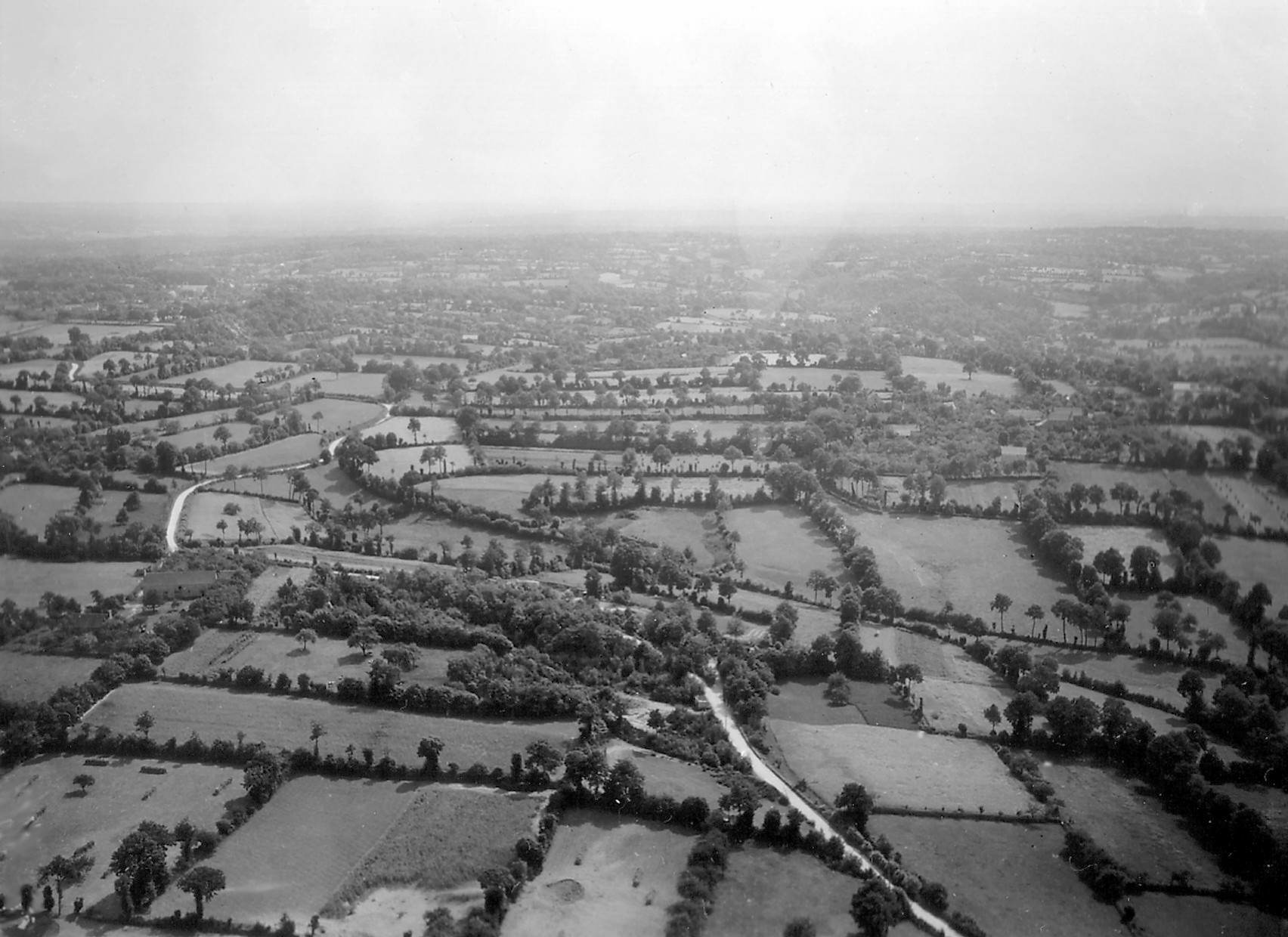
Il bocage tradizionale (qui un esempio nel Cotentin, in Francia, intorno al 1945)

In Francia, soprattutto nella zona atlantica, i campi recintati sono da secoli la caratteristica del paesaggio agrario e hanno il nome caratteristico di bocage.
Si definisce bocage una regione in cui campi e prati sono delimitati da terrapieni sormontati da siepi o da filari di alberi che segnano i confini di lotti di terreno di forme e dimensioni diverse, e in cui gli insediamenti abitativi sono in genere sparpagliati in fattorie e piccole frazioni.
Il bocage occupava una larga parte delle aree costiere europee affacciate sull'Atlantico, ma era anche presente nell'entroterra. Se ne trovano ancora esempi nel Nord-Ovest del Regno Unito e, in Francia, in alcune zone della Bretagna e della Normandia, e sono normali al nord. Bocage normanno è diventato quasi una tautologia. Quando è modernizzato e reso compatibile con l'agricoltura industriale e i suoi mezzi agricoli di grandi dimensioni, si parla talvolta di neo-bocage. Può essere associato a una agroforesteria.

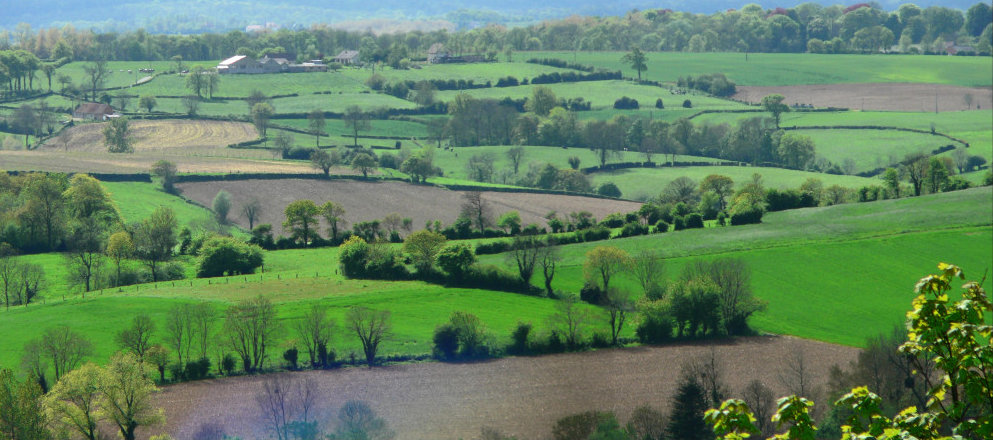
Bocage nel Boulonnais, Nord della Francia

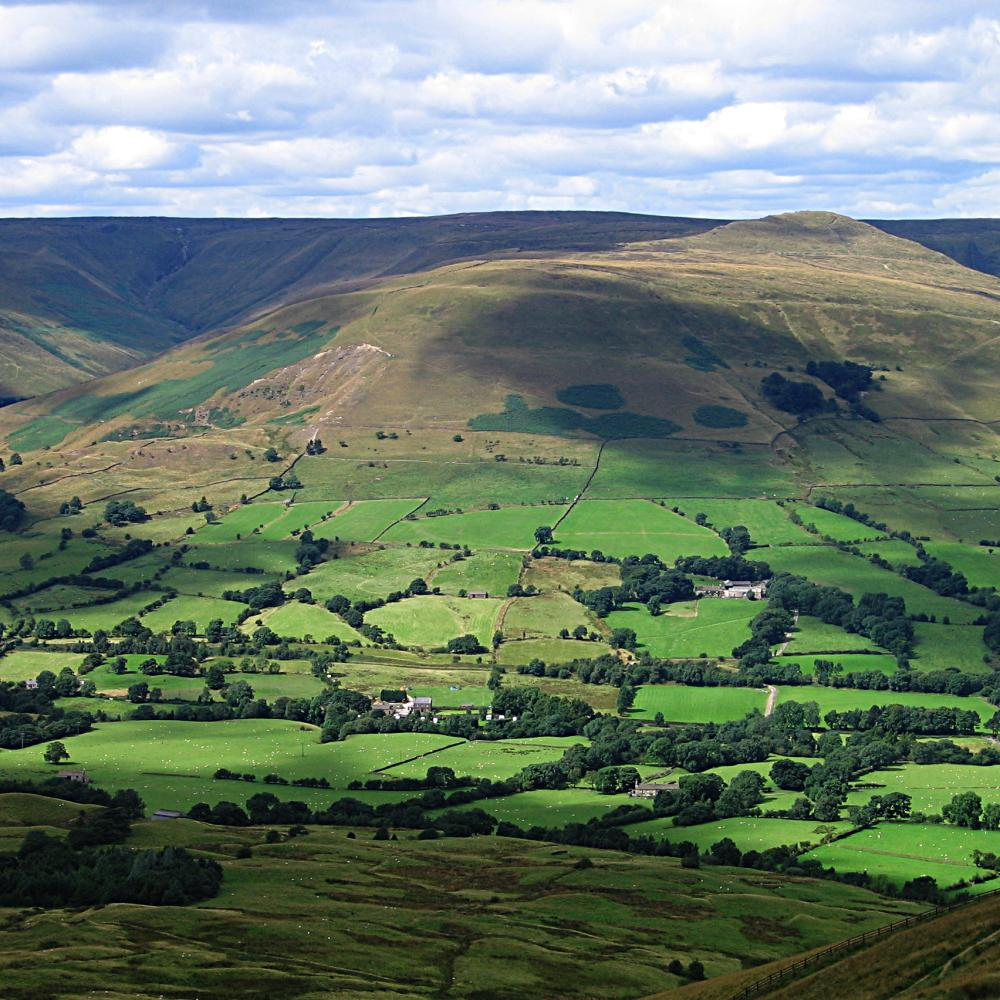
Piccolo bocage inglese (Edale valley, Peak District, Regno Unito)

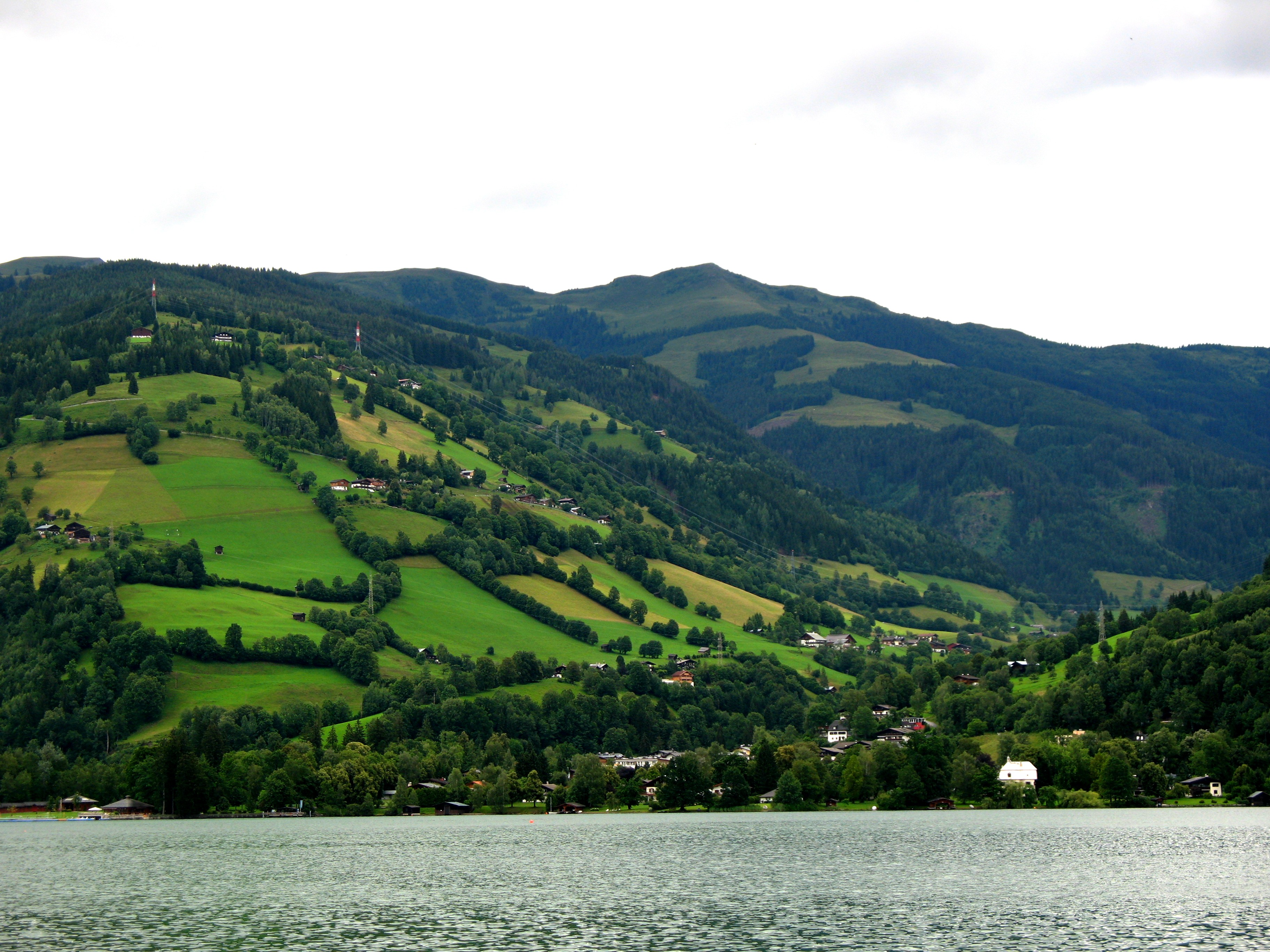
Bell'esempio di bocage eco-paesaggisticamente integrato al rimboschimento e alle rive lacustri, (Lago di Zeller, Austria)

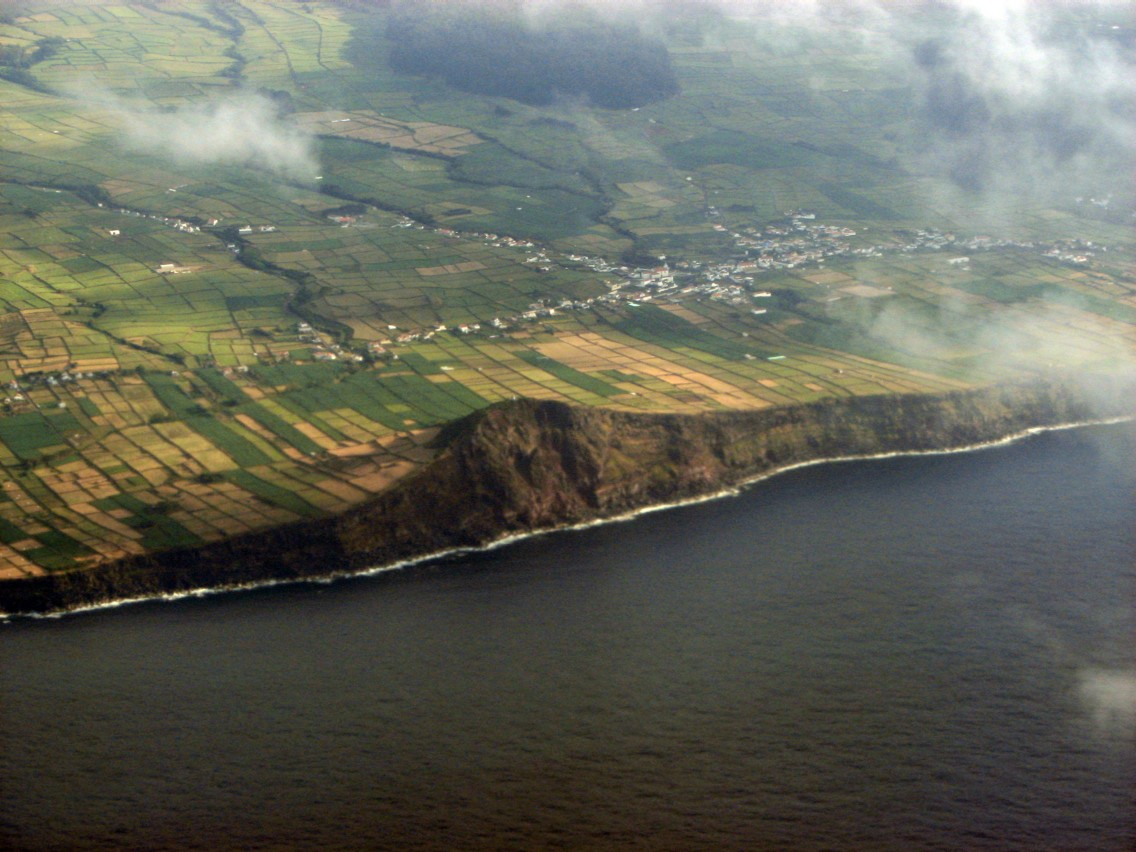
Un misto geometrico di boschetto e siepi o gallerie fluviali lungo i corsi d'acqua (Isole Azzorre)

Si tratta di un importante elemento della rete ecologica. I prati, i pendii e i fossi che costituiscono questo reticolato sono tutti elementi che giocano un ruolo di corridoi biologici.

### Etimologia e storia del nome
Il termine bocage (bôqueige in Borgogna, "boscatge" in Provenza, "boscage" in Spagna) deriverebbe dalla forma "boscaticum" (dal latino "boscus" o "boscum" (bosco), che ha dato origine a "bois", "bosc", "bosquet"). Questa forma ha probabilmente preceduto il termine "bos", frequente nel francese antico e forse introdotto in Normandia da popolazioni scandinave.
L'antico termine "boscage" o "bocage" ha a lungo designato un boschetto, più che un reticolato di siepi. (Auia virgulta evoca i "bocages inestricabili"). 
Nel XII secolo, Robert Wace, nel suo Roman de Rou, distingue gli abitanti dei boschi e quelli delle pianure "Li païsan et li vilain, Cil del boscage et cil del plain [de la plaine]". 
Nel XIII secolo, il bocage evoca ancora un luogo selvaggio: "Près de lui estoit [le loup] es boscages, Si li a fait sovent anui la Rose" (Ren. 7398) "Si n'ai mès cure d'ermitages ; J'ai laissié desers et bocages (11906)"; "Cil de Chartrouse sont bien sage ; Car il ont lessié le bochage Por aprochier la bone vile" (RUTEB., 167).
Nel XVI e XVII secolo la parola si scrive boucaige (John Palsgrave fa notare che si pronuncia bouquaige). 
Secondo il primo Dizionario dell'Accademia francese (1694), "il termine bocage ha lo stesso significato di bosquet". Il "Dizionario critico della lingua francese" (Marsiglia, Mossy 1787-1788) precisa che il sostantivo, come l'aggettivo BOCAGER, ÈRE, designa "un piccolo bosco" e che di entrambi fa uso solo la Poesia (loueroit comme toi les Nymphes bocagères, Gresset).
A Parigi, il termine è passato di moda; l'Accademia precisa che "bocager è antiquato; il fatto è che il genere poetico, nel quale fu impiegato, è abbastanza fuori moda. Tuttavia, in una Pastorale, un poeta potrebbe servirsene senza scrupoli, e non sarebbe un delitto".
Nel XVIII secolo, il dizionario gli assegna una collocazione più positiva: "un piccolo bosco, o luogo ombroso e pittoresco":  À l'ombre d'un bocage. Dans le bocage. Vert bocage. Bocage frais, agréable, délicieux (Dictionnaire de L'Académie française, sesta edizione, 1832-5), e nell'ottava (1932-5) il termine mantiene lo stesso significato e "si usa soprattutto in poesia".
L'attuale concetto di reticolato di siepi si è alla fine largamente diffuso solo negli anni 1960-1980, al momento del rapido regresso del bocage sopraffatto dall'espansione edilizia e dall'urbanizzazione, grazie all'allarme lanciato dalla comunità scientifica e dalla protezione ambientale.

## I fondi chiusi
In Italia l'art. 842 del codice civile autorizza il proprietario dei fondi chiusi ai sensi della legge sulla caccia ad escludere l'accesso ai cacciatori che invece possono entrare nei campi aperti.